# 159011 Radomyshl
159011 Radomyshl este un asteroid din centura principală de asteroizi.

## Descriere
159011 Radomyshl este un asteroid din centura principală de asteroizi. A fost descoperit pe 7 octombrie 2004 la observatorul astronomic din Andrușivka. Asteroidul prezintă o orbită caracterizată de o semiaxă mare de 2,64 ua, o excentricitate de 0,12 și o înclinație de 17,1° în raport cu ecliptica.